# Chelsea Grin
Chelsea Grin ist eine US-amerikanische Deathcore-Band.

## Geschichte

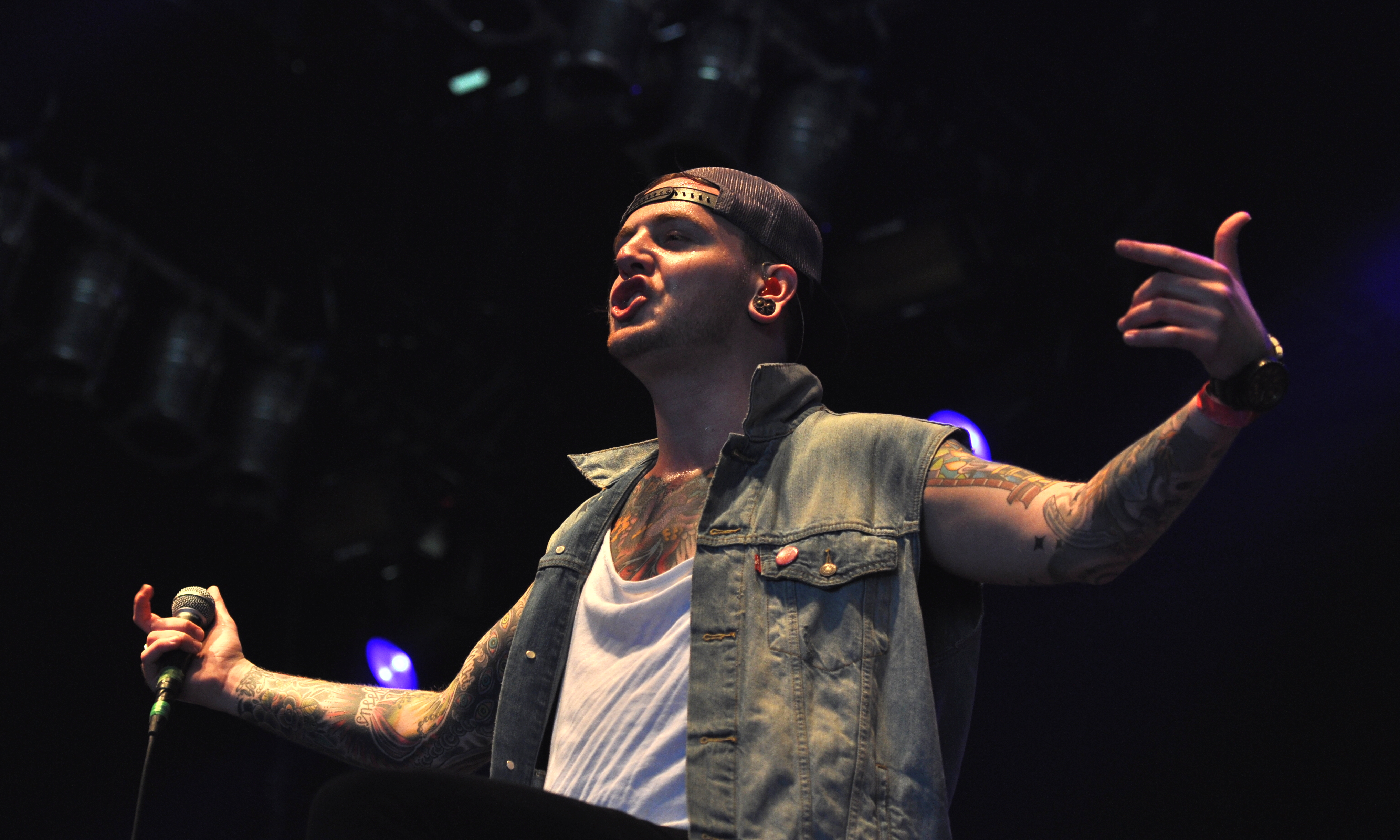
Alex Koehler beim Groezrock 2013

### Die 2000er Jahre
Chelsea Grin wurde 2007 in Salt Lake City/Utah unter dem Namen AHAZIAH gegründet, den heutigen Namen erhielt die Band im März 2009. Gründer sind der Sänger Alex Koehler und der Gitarrist Chris Kilbourn. Danach stießen der Bassist Austin Marticorena, Gitarrist Mike Stafford und Schlagzeuger Andrew Carlston hinzu. Marticonera und Carlston schrieben die ersten Songs.

Die Gruppe unterzeichnete einen Vertrag mit Statik Factory. Ihre erste Veröffentlichung fand im Juli 2008 statt. 

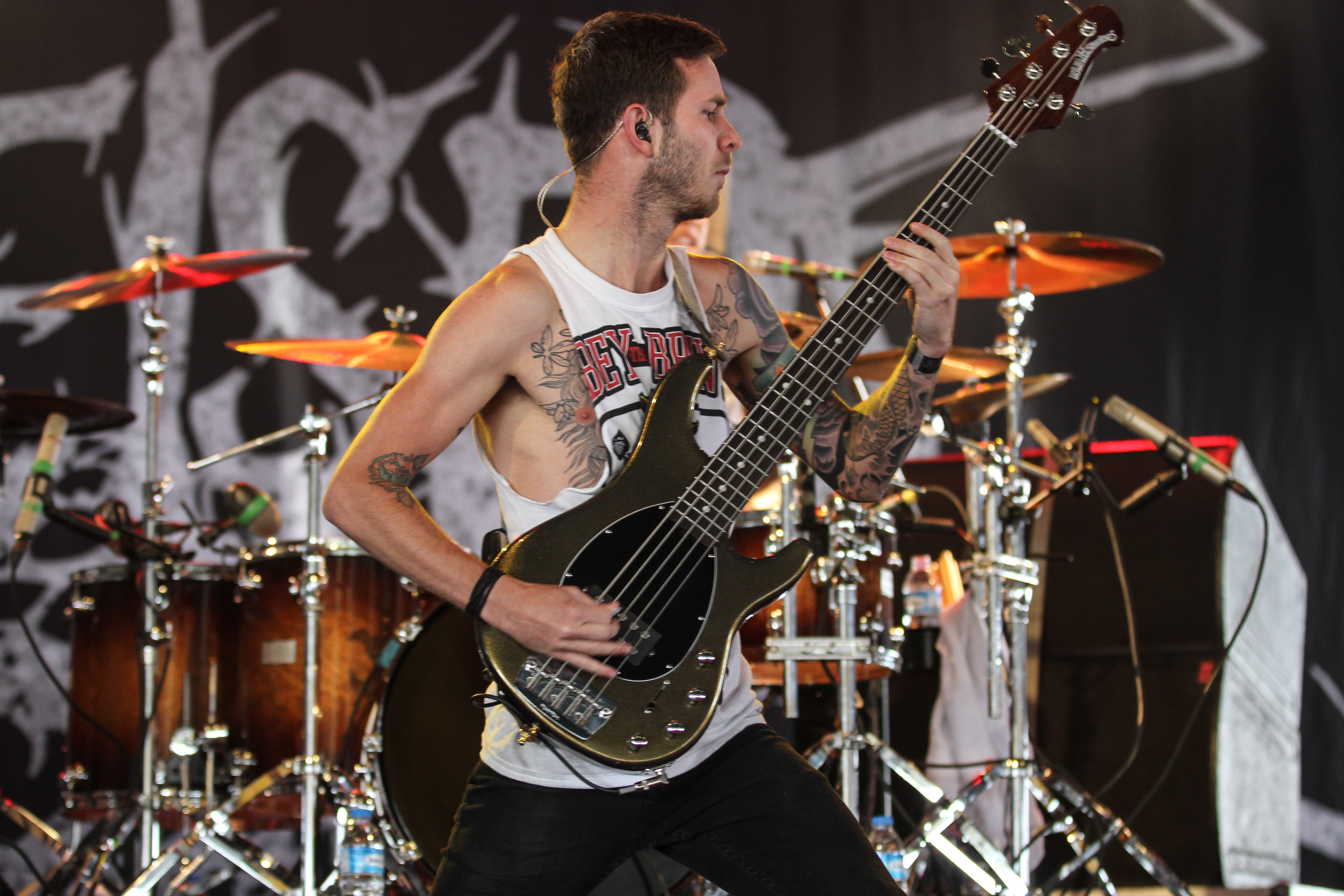
David Flinn beim With Full Force Festival 2013

Später übernahm anstelle von Carlston Kory Shilling das Schlagzeug. Auch wurde Davis Pugh als Bassist zur Band geholt, Harmond wurde 2009 erneut Interims-Gitarrist der Gruppe, nachdem Chris Kilbourn diese verließ. Im April 2009 wurde Shilling wieder durch Carlston am Schlagzeug ersetzt. Als die Band begann an ihrem Nachfolger ihrer Demo zu arbeiten, wurde David Pugh durch David Flinn ersetzt. Pugh wurde zum dritten Gitarristen.
Im Juni 2009 gab Chelsea Grin eine kurze Tour durch Kanada, wo die Band als Vorgruppe von Arsonists Get All the Girls, A Plea for Purging, The Agonist und ihren späteren Labelkameraden Attila fungierte. Nach dieser erfolgreichen Tour wurde Harmond schließlich ein festes Mitglied der Gruppe. Die Band nahm das Album Desolation of Eden auf. Eine Woche vor Beginn der Aufnahmen beschloss Pugh, die Gruppe zu verlassen und wurde von Dan Jones ersetzt. Noch während der Aufnahmen unterzeichnete die Band mit Artery Recordings einen Vertrag.
Nachdem die Aufnahmen des Albums abgeschlossen waren, ging die Gruppe gemeinsam mit Dr. Acula, American Me und Attila auf ihre erste Tour durch die ganze USA war. Am 26. Februar wurde Desolation of Eden veröffentlicht. Das Album debütierte auf dem 26. Platz der Heatseekers-Charts von Billboard und verkaufte sich 1500-mal in der ersten Woche nach der Veröffentlichung. Nach dem Erfolg des Albums erhielt das Album positive Kritiken in der Alternative Press, Zeitungen aus Utah, sowie von nationalen und internationalen Medien. Zwei Songs des Albums, Cheyne Stokes und Recreant waren ebenfalls auf der Demo zu hören. Das Album wurde weltweit rund 15.000 mal verkauft.
Zu Sonnet of the Wretched wurde ein Video gedreht, das die Band während eines Konzerts zeigt. Dieses fand am 4. Juni 2009 in Orangvale, Kalifornien statt. Dort wurden Mitschnitte gedreht, welches zum späteren Video gestaltet wurde. Premiere war drei Tage später, am 7. Juni. Ein zweites Video wurde während eines Konzerts mit Iwrestledabearonce, Eyes Set to Kill, The Chariot und Vanna gedreht. Der Termin für die Videopremiere ist allerdings noch unklar.

### Die 2010er Jahre
Im August 2010 verletzte sich der Sänger Alex Koehler während der Thrash and Burn Tour am Kiefer, sodass die Band beschloss, den Rest der Tour abzusagen und Koehler in die Chirurgie zu bringen, wo er operiert wurde. Die Band beschloss gemeinsam mit den Gruppen Attila und Blind Witness erneut durch Kanada zu touren. Da Koehler zu diesem Zeitpunkt zwischen sechs und acht Wochen im Krankenhaus liegen musste, fungierte Adam Warren von Oceano während der Tour als Sänger.
Im Februar 2011 startete eine weitere Tour durch die USA, bei der die Gruppe gemeinsam mit Whitechapel, The Acacia Strain, Veil of Maya, For Today, Motionless in White und weiteren Bands spielte. Am 19. Juli 2011 erschien das neue Album My Damnation. Im Folgenden ging die Band auf Tour, unter anderem spielten sie zusammen mit blessthefall im Vorprogramm von Asking Alexandria auf der Still Reckless Tour Anfang 2012.
Ende 2011 trennte sich der Lead-Gitarrist Mike Stafford von der Band. Als Grund gab er unter anderem an, dass er das viele Touren nicht mehr ertrage. Er wurde durch den kurz zuvor bei Born of Osiris entlassenen Jason Richardson ersetzt. Seit 2012 spielt Pablo Viveros am Schlagzeug.
Am 22. September 2015 gab die Band auf ihrer Facebook-Seite bekannt sich von ihrem Gitarristen Jason Richardson wieder zu trennen. Als Grund wurden verschiedene Ansichten für die musikalische Zukunft der Band angegeben. Als Ersatz für Richardson wurde der langjährige Freund von Chelsea Grin Stephen Rutishauser in die Band aufgenommen.
Am 19. Januar 2016 gab die Gruppe ihren Wechsel zu Rise Records bekannt.
Am 4. Mai 2016 gab die Band bekannt am 1. Juli 2016 ein neues Studioalbum mit dem Namen Self Inflicted zu veröffentlichen. Gleichzeitig mit dieser Ankündigung wurde auch ein Song des neuen Albums mit dem Titel Clickbait publiziert. Ebenfalls wurde bekannt, dass der am 11. Dezember 2015 veröffentlichte Song Skin Deep Bestandteil von Self Inflicted sein wird.
Im April 2018 wurde bekannt, dass Sänger Alex Koehler die Band aus gesundheitlichen Gründen verlassen habe und durch Tom Barber, dem Frontmann von Lorna Shore ersetzt wurde. Am Tag dieser Bekanntmachung wurde zudem die Single Dead Rose bekanntgegeben, welches auf dem neuen Album Eternal Nightmare zu finden ist.
Am 12. Juli 2018 ist das neue Album Eternal Nightmare erschienen. Infolgedessen begannen sie eine Europa-Tour mit Oceano, Kublai Khan (Metalcore-Band) und Enterprise Earth, die bis Ende 2018 andauert.

### Die 2020er Jahre
Am 24. Juli und 13. November 2020 wurden die Singles Bleeding Sun und Blind Kings veröffentlicht und waren damit die erste Musik seit Eternal Nightmare und ihrer Europa-Tour.
Am 12. August 2022 wurde von Chelsea Grin via u. a. Instagram das Doppel-Album Suffer in Hell & Suffer in Heaven angekündigt. Suffer in Hell erschien am 11. November 2022 und Suffer in Heaven am 17. März 2023.

## Bandname
Der Name Chelsea Grin leitet sich von Glasgow Smile ab, es handelt sich hierbei um eine Foltermethode, die im schottischen Glasgow geschaffen wurde. Auf dem Cover der EP Evolve ist zu sehen, wie dies ausgesehen haben könnte.

## Texte
Die Band wendet sich in ihren Songtexten gegen Prostitution, weswegen man der Band aufgrund der Brutalität in diesen Texten Frauenfeindlichkeit nachsagt. Die Texte in ihrem Debütalbum kritisieren auch die Religion, wie im Song Desolation of Eden.

## Besonderes
- Bassist David Flinn wurde überraschend von der Liste der US Army gestrichen, sodass kein neuer Musiker gesucht werden musste.
- Gitarrist Mike Stafford gehört laut Aussage der Band zu den besten 50 Counter-Strike-Spielern der Welt.[10]

Chelsea Gin, Live @ Impericon, München 2016
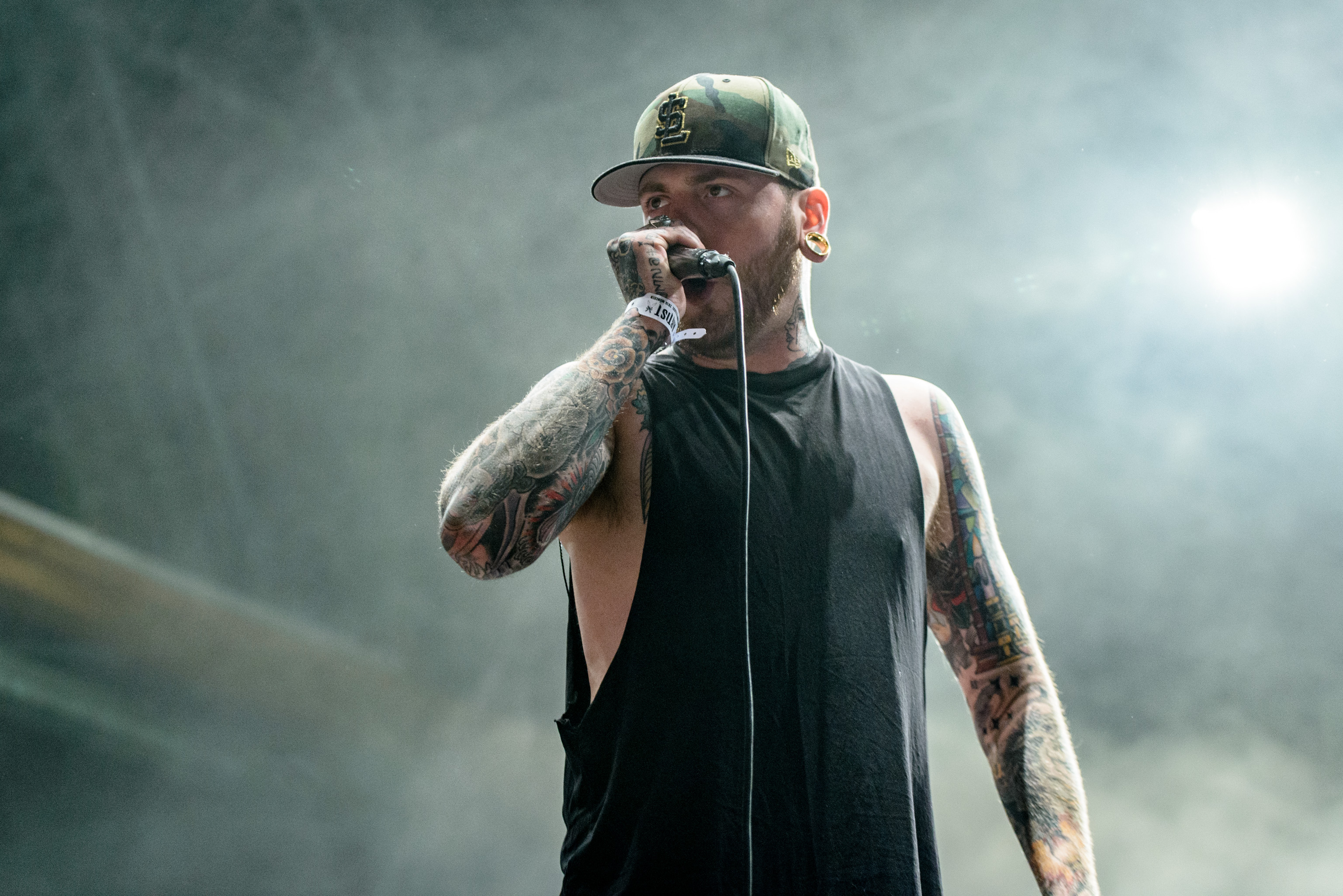
Alex Koehler
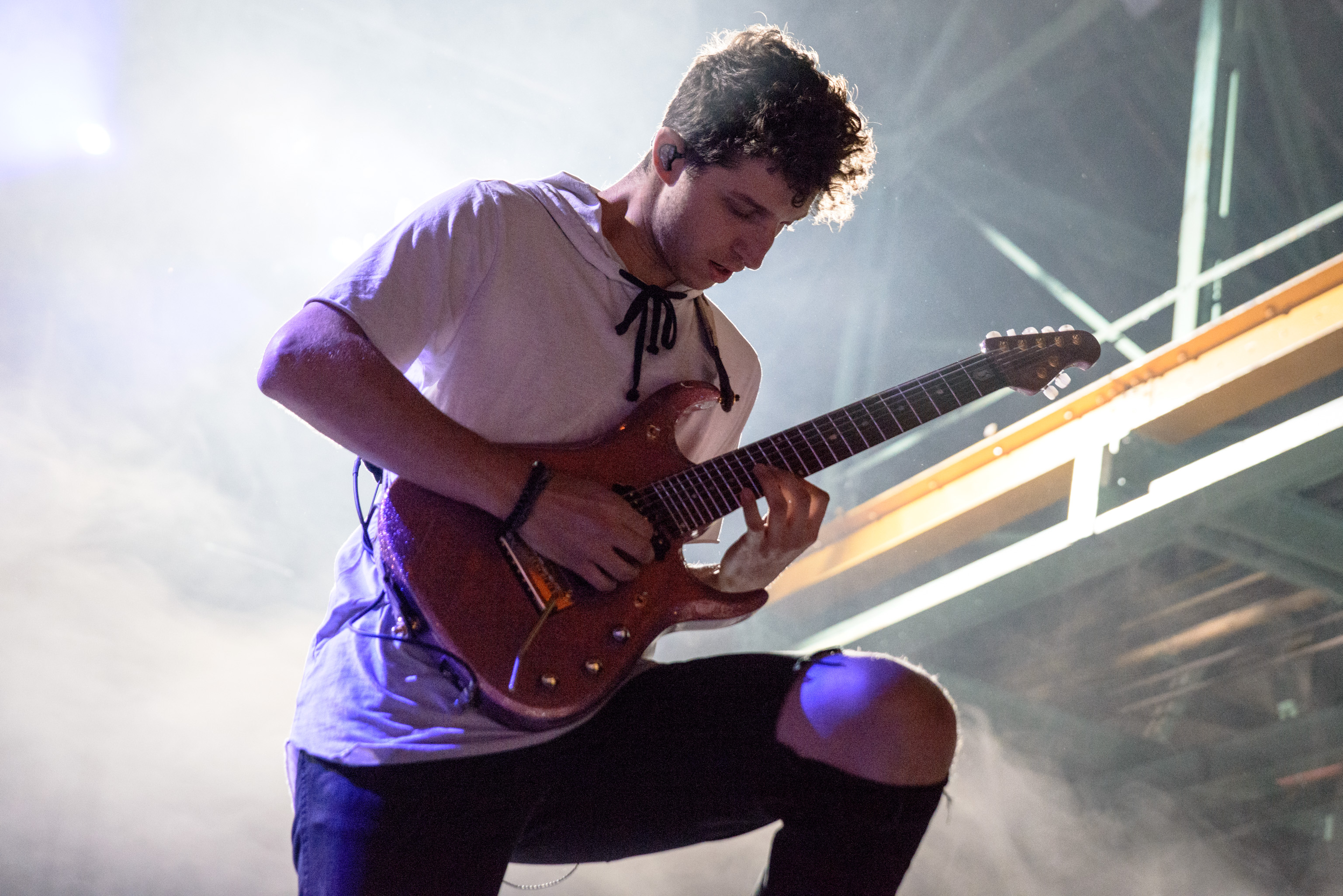
Stephen Rutishauser
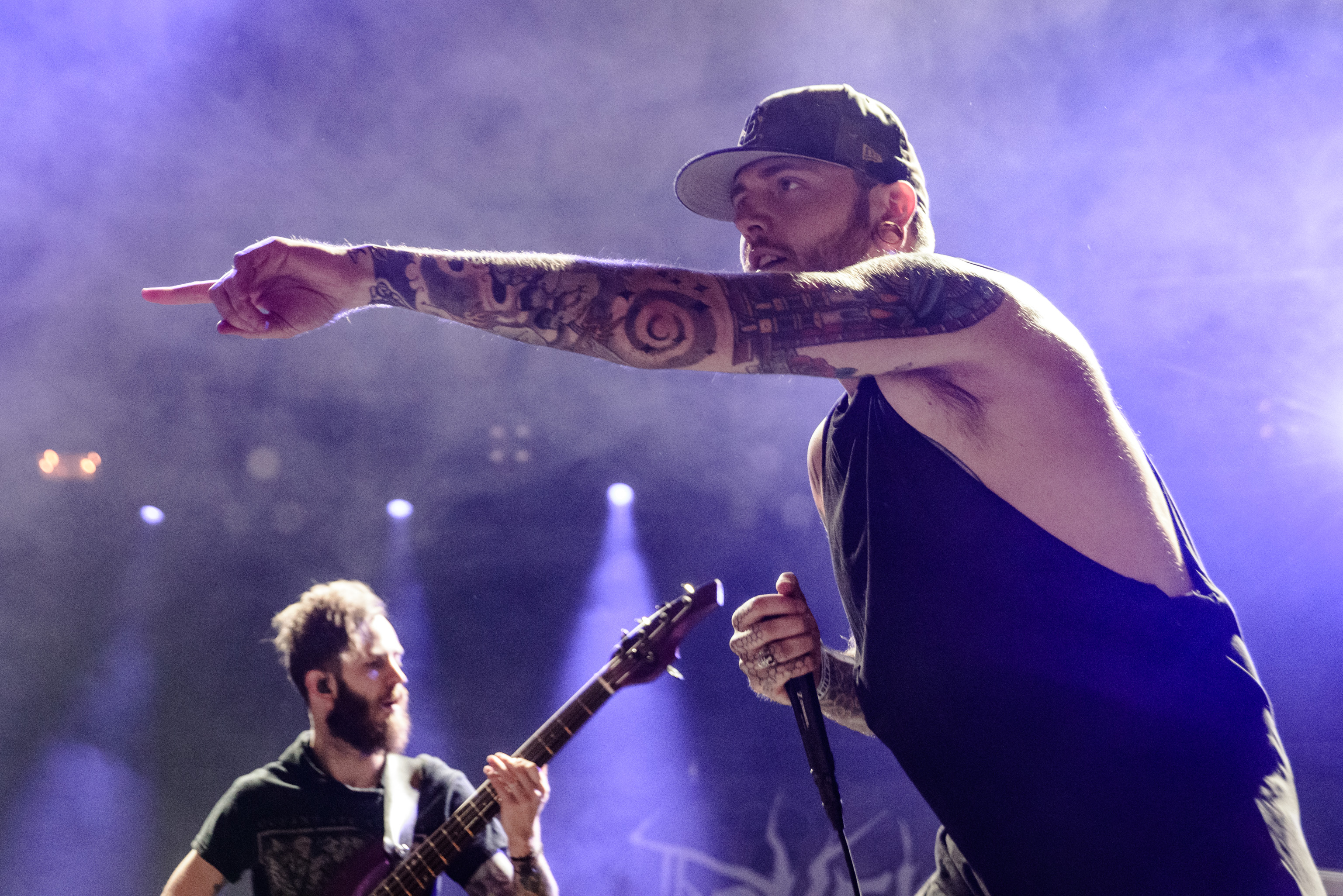
Alex Koehler und im Hintergrund David Flinn
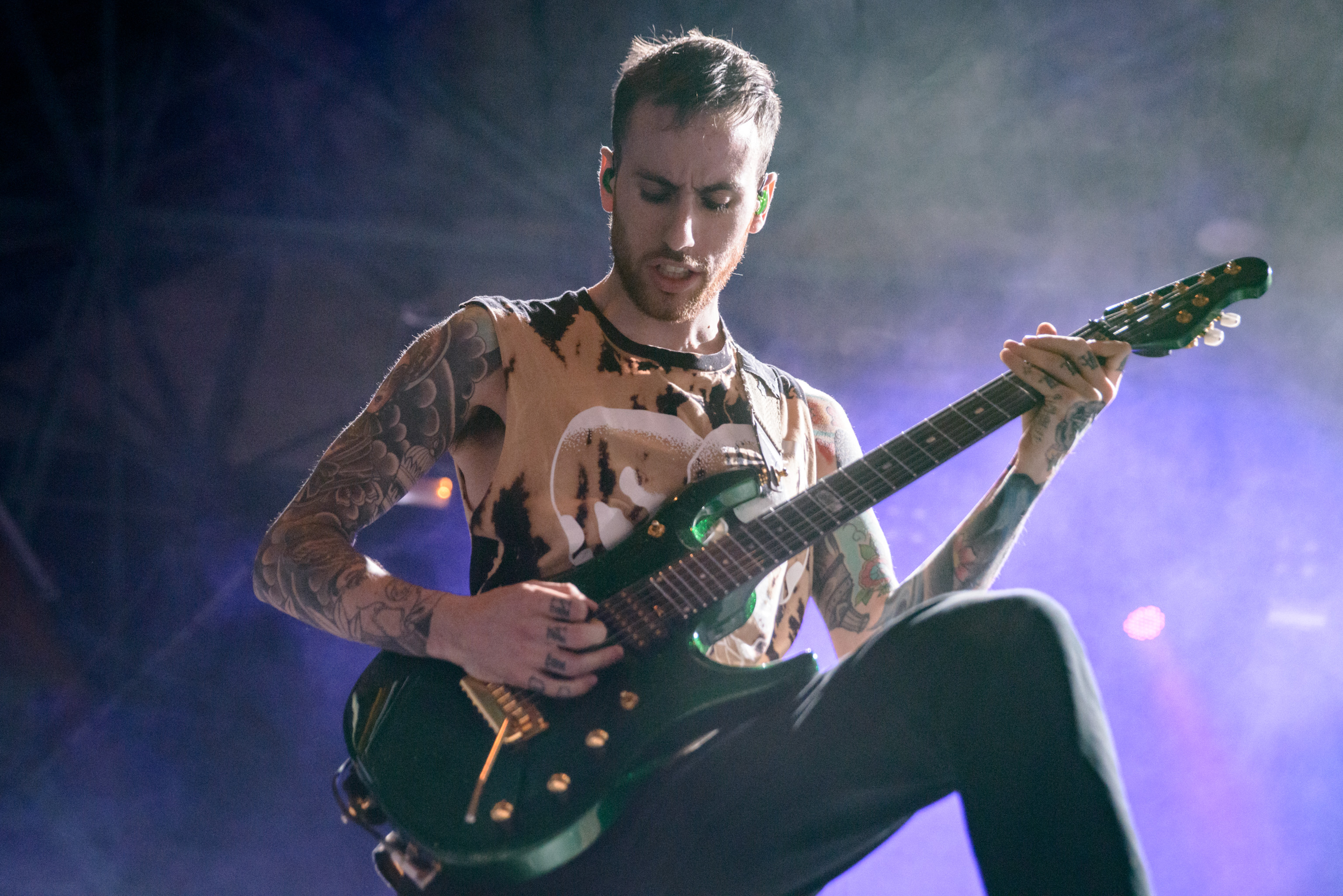
Jake Harmond

## Diskografie

### Alben
- 2010: Desolation of Eden
- 2011: My Damnation
- 2014: Ashes to Ashes
- 2016: Self Inflicted
- 2018: Eternal Nightmare
- 2022: Suffer in Hell
- 2023: Suffer in Heaven

### EPs
- 2008: Chelsea Grin EP (Statik Factory)
- 2012: Evolve

### Musikvideos
- 2010: Sonnet of the Wretched (Desolation of Eden/Artery Recordings)
- 2011: Recreant (Desolation of Eden/Artery Recordings)
- 2011: My Damnation (My Damnation/Artery Recordings)
- 2011: The Foolish One (My Damnation/Artery Recordings)
- 2012: Dont Ask Dont Tell (Evolve)
- 2014: Clockwork (Ashes to Ashes)
- 2014: Playing with Fire (Ashes to Ashes)
- 2016: Broken Bonds (Self Inflicted)
- 2018: Dead Rose (Eternal Nightmare)
- 2018: Hostage (Eternal Nightmare)
- 2020: Bleeding Sun (Single)
- 2020: Blind Kings (Single)
- 2022: Origin of Sin (Suffer in Hell)
- 2022: The Isnis (Suffer in Hell)
- 2022: Forever Bloom ft. Trevor Strnad (Suffer in Hell)